# Tamanar
Tamanar (àrab: تمنار, Tamanār; amazic estàndard marroquí: ⵜⴰⵎⴰⵏⴰⵔ, Tamanar) és un municipi de la província d'Essaouira, a la regió de Marràqueix-Safi, al Marroc. Segons el cens de 2014 tenia una població total de 10.584 persones.